# Ålem
Ålem è un'area urbana della Svezia situata nel comune di Mönsterås, contea di Kalmar.
La popolazione risultante dal censimento 2010 era di 803 abitanti.